# Osthafenbrücke
Die Osthafenbrücke (Projektname war Mainbrücke Ost) ist eine Straßenbrücke über den Main in Frankfurt. Sie verbindet das Frankfurter Ostend nördlich des Mains am Osthafen mit der Gerbermühlstraße (Bundesstraße 43) in Sachsenhausen und von dort mit der Bundesautobahn 661.

## Geschichte
Erste Pläne für eine Straßenbrücke zwischen der Franziusstraße im Frankfurter Osthafen und dem Deutschherrnufer entstanden bereits 1907. Diese Pläne wurden nach der Fertigstellung des Osthafens 1912 nicht weiterverfolgt.
Im Rahmen des Gesamtverkehrsplans 2004 und der Entwicklung des Großmarktareals zum künftigen Standort der Europäischen Zentralbank (EZB) wurde die Planung einer Mainbrücke wieder aufgenommen. Im Zuge der Entwicklung des ehemaligen Industriegebiets an der Hanauer Landstraße und im Osthafen rechnen die Planer für das Jahr 2015 mit etwa 17.000 Fahrzeugen täglich. Ein Lageplan der Verkehrsflächen, einschließlich der Osthafenbrücke in Verbindung mit der weiterführenden Honsellbrücke, ist Teil der Magistratsvorlage vom September 2006. Die Brücke verfügt über eine dreispurige Straßenverbindung (zwei in Richtung Süden, eine in Richtung Norden) sowie zwei kombinierte Geh- und Radwege.

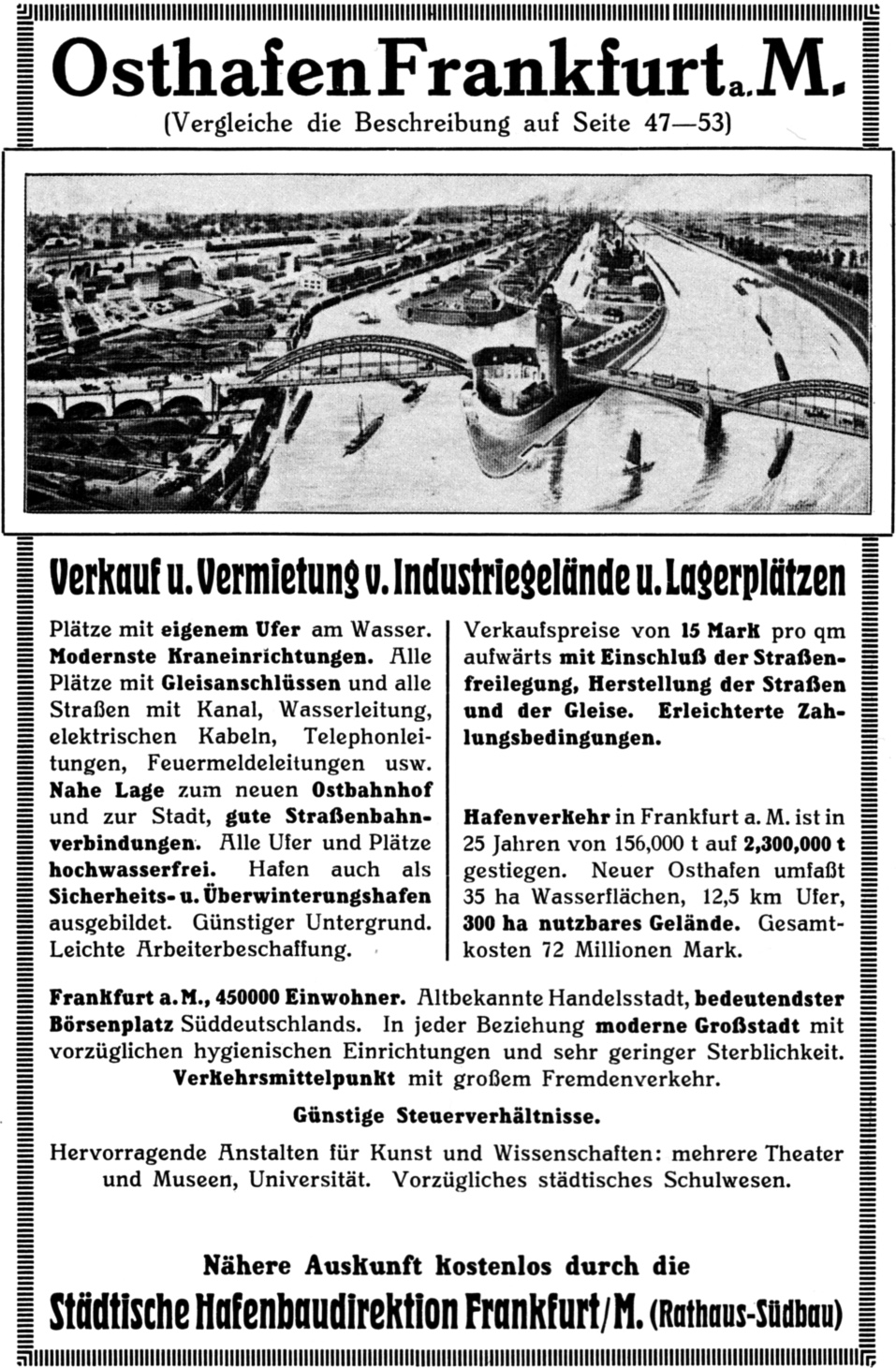
Frankfurter Wirtschaftswerbung von 1914 mit der ursprünglich geplanten Brücke
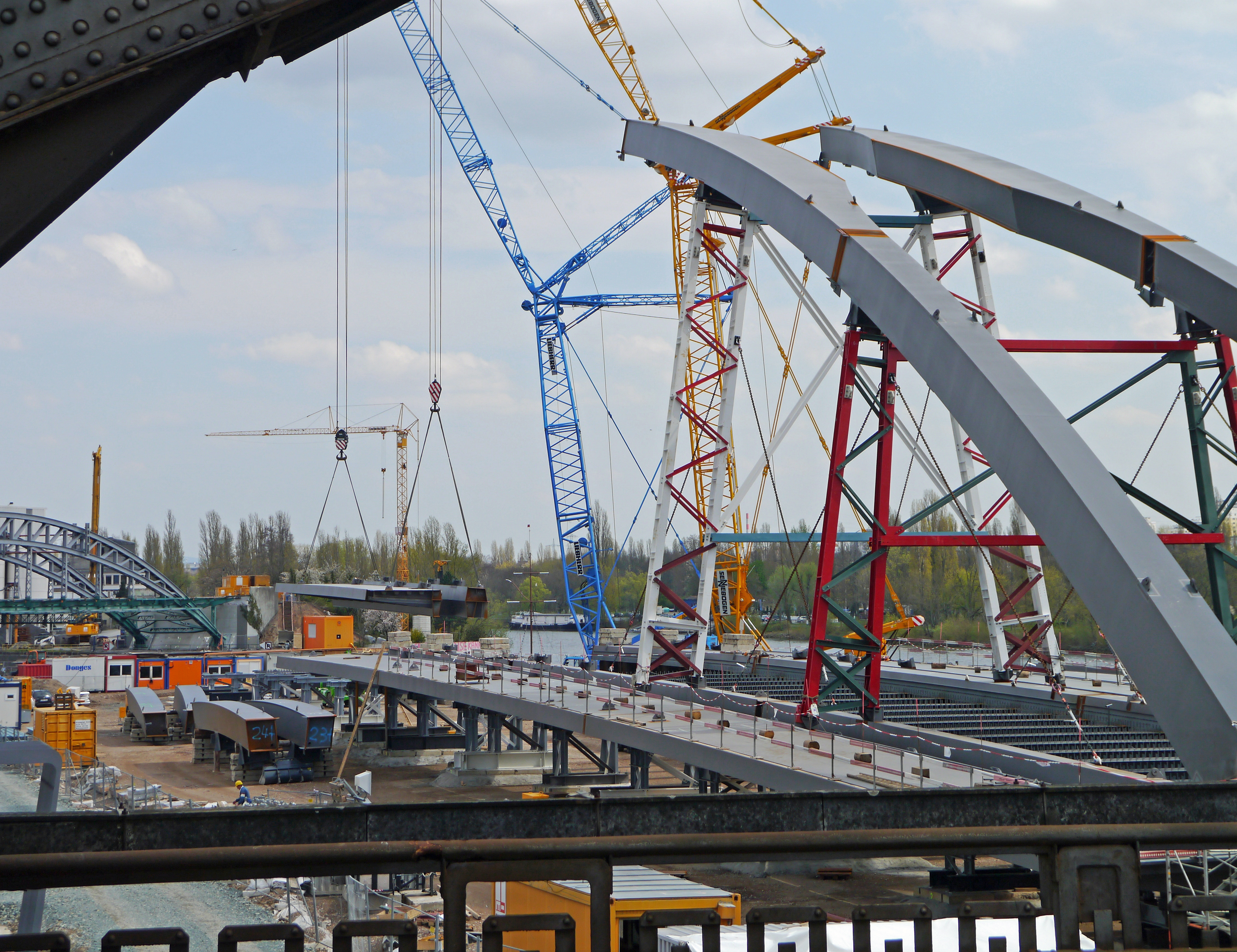
Montage an Land (April 2012)
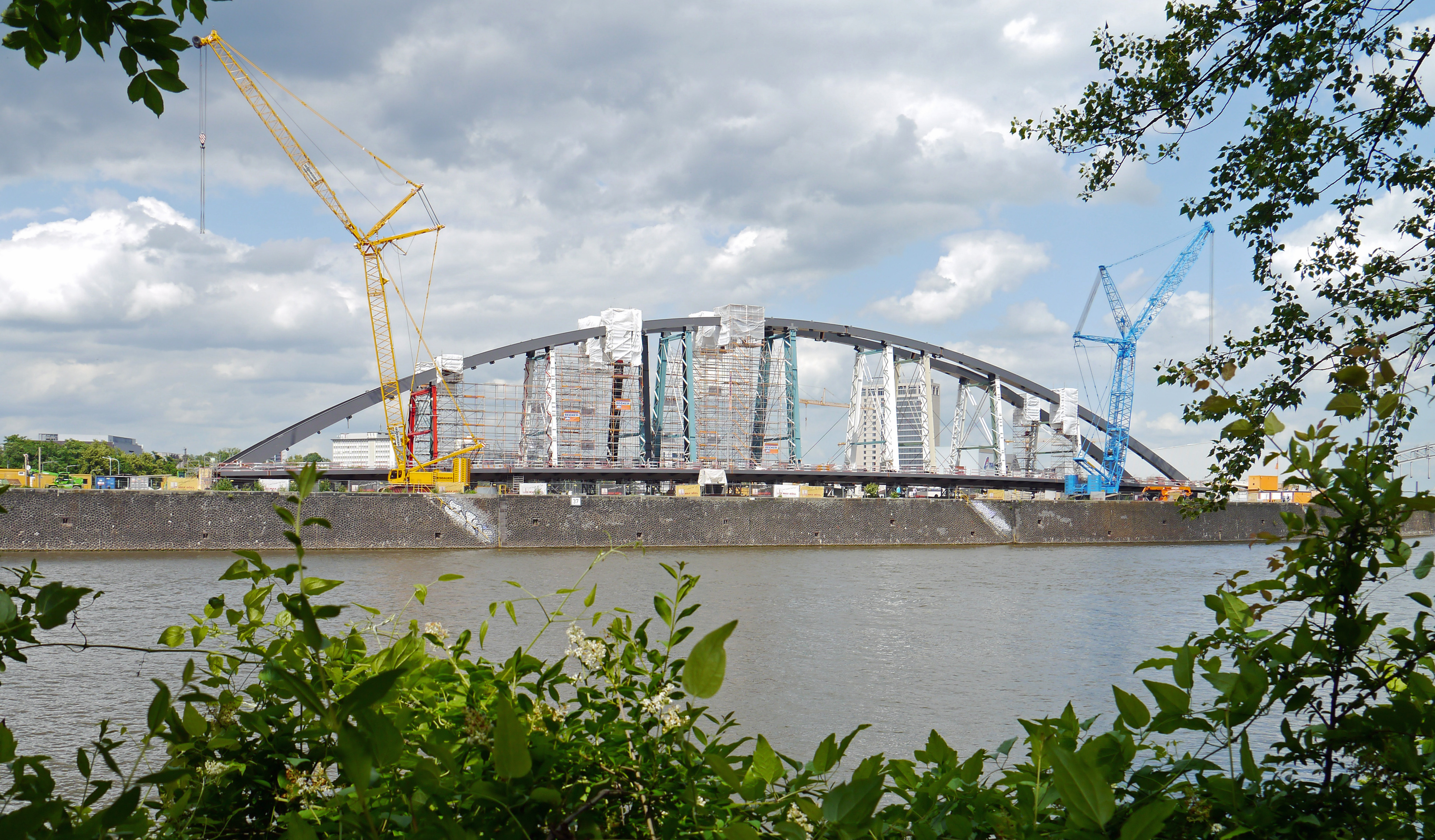
Fertig montiert Juni 2012
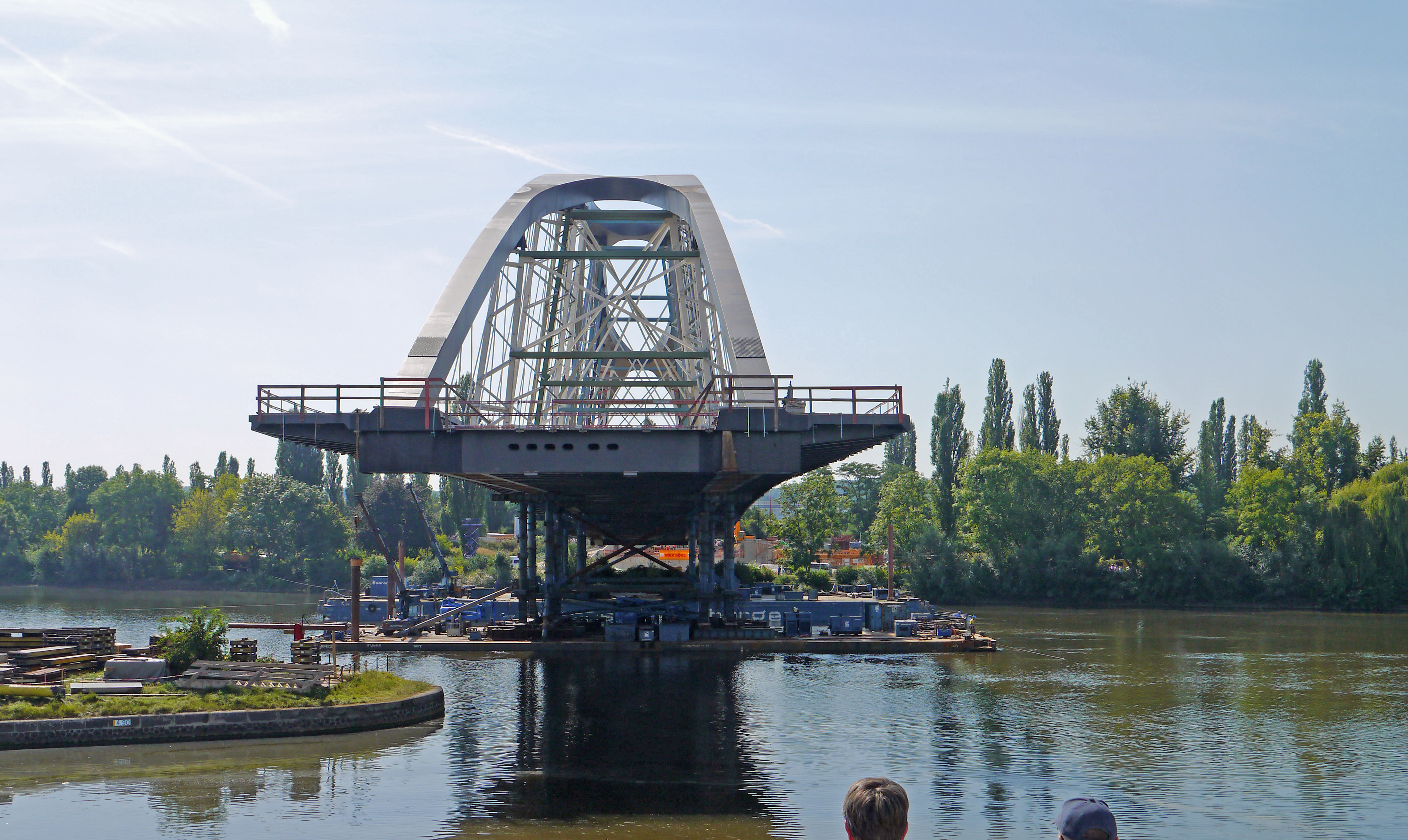
Das Einschwimmen im August 2012
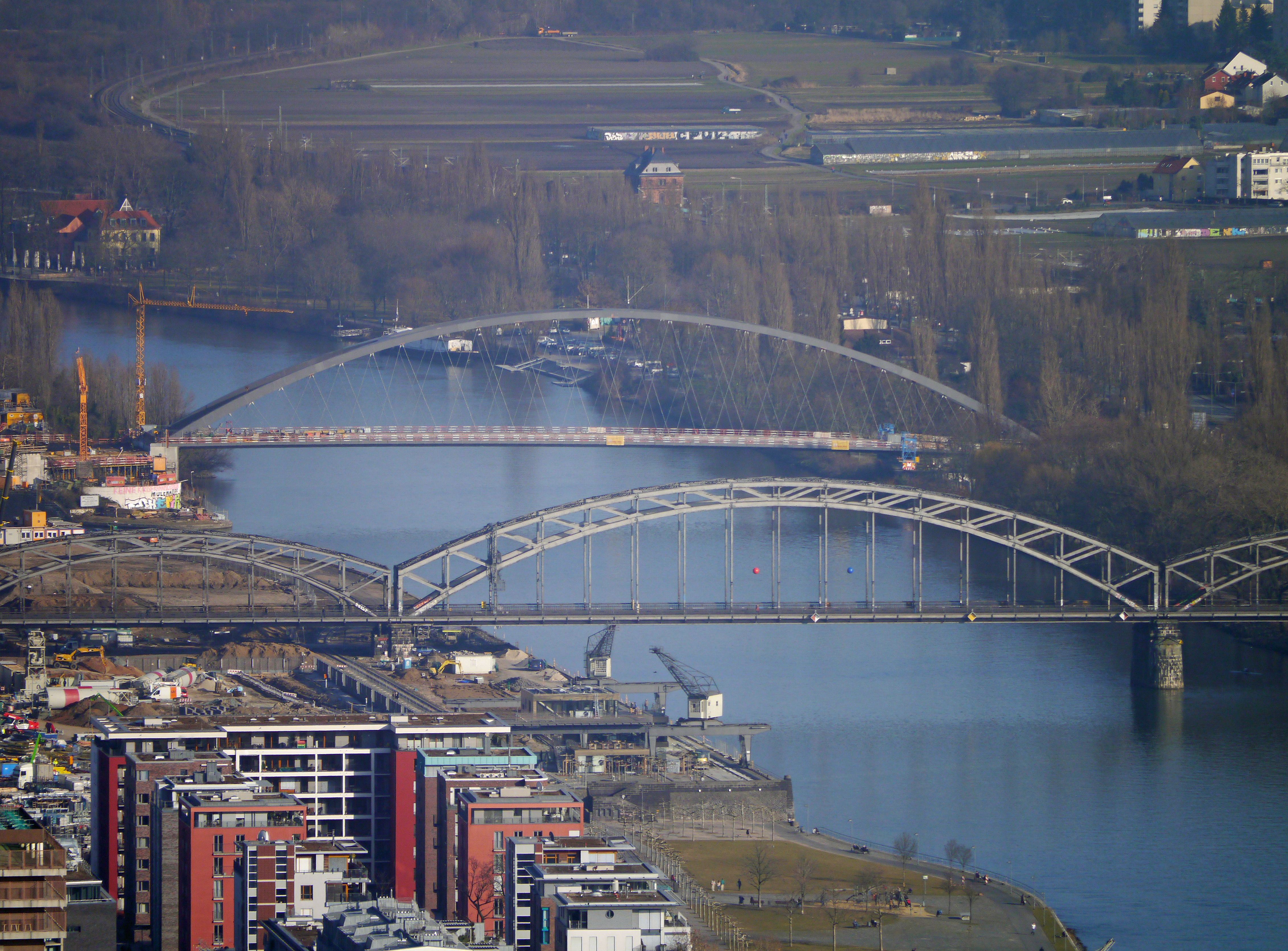
Hinter der Deutschherrnbrücke, vom MainTower aus, März 2013
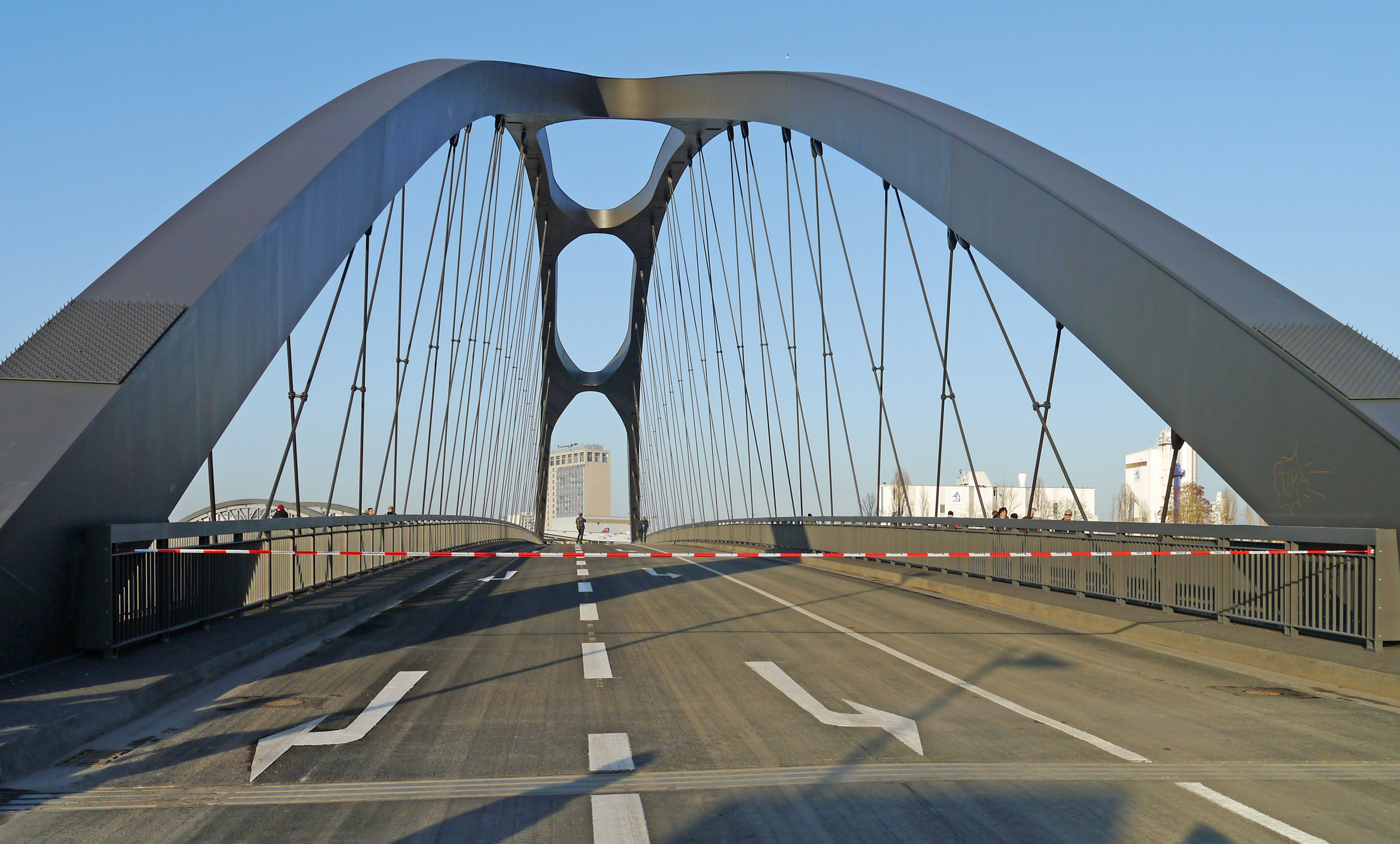
Am Tag der Einweihung (10. Dezember 2013)
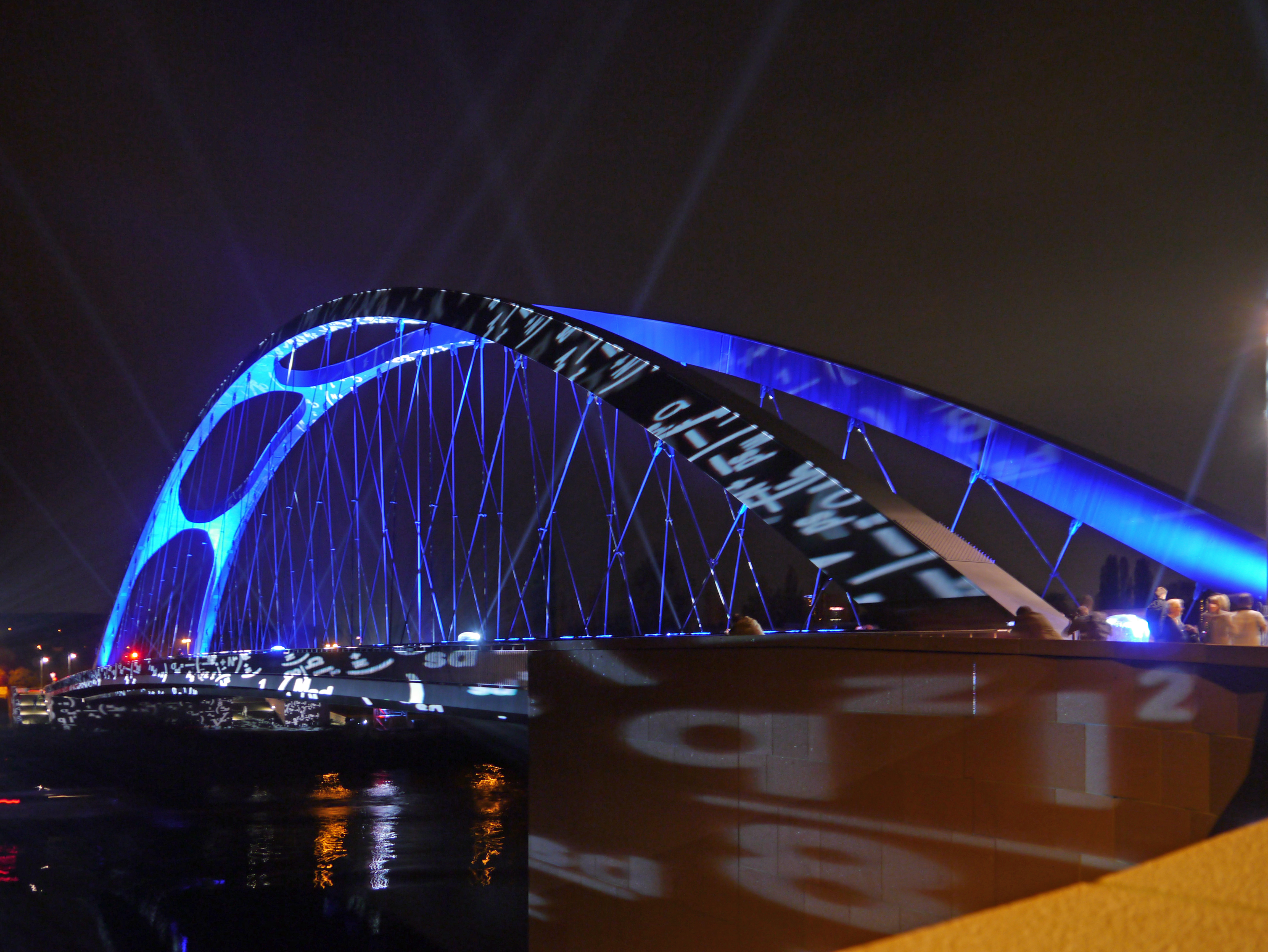
Lichtfestival Luminale 2014

Zur Gestaltung der geplanten Brücke und der Honsellrampe fand ein interdisziplinärer Realisierungswettbewerb zwischen Bauingenieuren und Architekten statt. Im Dezember 2006 prämierte die Jury unter 19 Teilnehmern einen Vorschlag des Architekten Ferdinand Heide und des Ingenieurbüros BGS (ab 2007 Grontmij BGS Ingenieurgesellschaft, seit 2016 Sweco), die eine stählerne Stabbogenbrücke mit einfach gekreuzten Hängern, eine sogenannte Nielsenbrücke, ohne Strompfeiler mit einer Stützweite von 175 Metern und einem Bogenstich von rund 25 Metern vorschlugen. Die Gesamtkosten für die Mainbrücke Ost wurden in der zugehörigen Bau- und Finanzierungsvorlage mit knapp 42 Millionen Euro brutto veranschlagt. Gemäß der Planung der Stadt Frankfurt sollte die Brücke im November 2013 in Betrieb gehen.
Die Bauleistung wurde im Mai 2011 vergeben. Die Vergabesumme für Brücke und Straßenanschluss beträgt knapp 22 Millionen Euro brutto. Hinzu kamen unter anderem Kosten für Planung und Gutachter. Vom 20. bis 23. August 2012 wurde die 2200 Tonnen schwere Stahlkonstruktion auf ihrem Montageplatz um 90 Grad gedreht und auf zwei im Main schwimmende Pontons geschoben. Anschließend folgte das Einschwimmen in die endgültige Position. Die Brücke wurde, gemeinsam mit der Honsellbrücke, am 10. Dezember 2013 durch die Oberbürgermeister Peter Feldmann und Horst Schneider, sowie Verkehrsdezernent Stefan Majer dem Verkehr übergeben.
Das Projekt war während der Planungs- und Bauphase umstritten: Der schwarz-grüne Magistrat, die Stadtverordnetenversammlung, der Ortsbeirat 4 (Bornheim, Ostend) sowie die Anlieger des Osthafens befürworteten die Brücke, unter anderem aus städtebaulichen Gründen und zur verkehrstechnischen Entlastung der Hanauer Landstraße. Im Ortsbeirat 5 (Sachsenhausen, Niederrad, Oberrad) hingegen überwog die Skepsis, weil im Frankfurter Süden eine verkehrliche Mehrbelastung befürchtet wurde.

## Auszeichnungen
- Baukultur in Hessen, 2013, "herausragendes Projekt"[4]

- Ingenieurpreis des Deutschen Stahlbaues 2015, Kategorie Brückenbau, Auszeichnung[14]